# Wele-Nzas
Provincia de Wele-Nzas är en provins i Ekvatorialguinea. Den ligger i den östra delen av landet, 400 km sydost om huvudstaden Malabo. Antalet invånare är 157 000. Arean är 5 478 kvadratkilometer. Provincia de Wele-Nzas gränsar till Provincia de Centro Sur och Provincia de Kié-Ntem. 
Terrängen i Provincia de Wele-Nzas är platt åt nordost, men åt sydväst är den kuperad.
Följande samhällen finns i Provincia de Wele-Nzas:
- Aconibe
- Añisoc
- Mongomo
- Nsok
- Ayene